# Сивица
Сивица је насељено место у саставу општине Подтурен у Међимурској жупанији, Хрватска. До територијалне реорганизације у Хрватској налазила се у саставу старе општине Чаковец.

## Становништво
На попису становништва 2011. године, Сивица је имала 681 становника.

## Попис1991.
На попису становништва 1991. године, насељено место Сивица је имало 987 становника, следећег националног састава:
| Попис 1991.‍  | Попис 1991.‍  | Попис 1991.‍ | Попис 1991.‍ | Попис 1991.‍ |
| ------------ | ------------ | ----------- | ----------- | ----------- |
|              |              |             |             |             |
| Хрвати       | Хрвати       |             | 947         | 95,94%      |
| Словенци     | Словенци     |             | 4           | 0,40%       |
| Роми         | Роми         |             | 1           | 0,10%       |
| Срби         | Срби         |             | 1           | 0,10%       |
| регион. опр. | регион. опр. |             | 3           | 0,30%       |
| непознато    | непознато    |             | 31          | 3,14%       |
| укупно: 987  |              |             |             |             |